# Твёрдый водород
Твёрдый водоро́д — твёрдое агрегатное состояние водорода с температурой плавления −259,2 °C (14,16 К), плотностью 0,08667 г/см³ (при −262 °C). Белая снегоподобная масса, кристаллы гексагональной сингонии, пространственная группа P6/mmc, параметры ячейки a = 0,378 нм, c = 0,6167 нм. При высоком давлении водород предположительно переходит в твёрдое металлическое состояние (см. Металлический водород).

## История
Шотландский химик Дж. Дьюар в 1899 году впервые получил водород в твёрдом состоянии. Для этого он использовал регенеративную охлаждающую машину, основанную на эффекте Джоуля — Томсона.

## Свойства

Фазовая диаграмма водорода

Твёрдый водород обладает минимальной плотностью 0,08667 г/см³ (при 14,16 К) среди твёрдых простых веществ.
При 14 К твёрдый водород — молекулярный кристалл, в узлах кристаллической решетки которого находятся молекулы Н2.
При обычных давлениях молекулы водорода в кристалле свободно вращаются (фаза I). При повышенном давлении (≈75 ÷ 150 ГПа) происходит фазовый переход в состояние с заторможенным вращением молекул водорода (фаза II). Структура фазы III до конца не выяснена, высказываются предположения, что это фаза с гранецентрированной кубической кристаллической решёткой.
В фазах I и II твёрдый водород является диэлектриком.
При давлениях более 300 ГПа водород переходит в металлическое состояние.